# 中国环球电视网法语频道
中国环球电视网法语频道（別稱CGTN F）是中国环球电视网（CGTN）旗下所拥有的一条法语广播频道。该频道由原来的中国中央电视台西法语频道中的法语节目分拆而成，而西班牙语节目则在当时同时新开播的中国中央电视台西班牙语国际频道中播出，分频后的西班牙语国际频道和法语国际频道均以全天24小时不间断播出。

## 历史与发展
- 早年中央电视台曾在CCTV-2播出过法语新闻节目，之后停播。西法频道开播之后，央视才恢复了法语节目的制作播出。
- 2007年10月1日，该频道以作为频道呼号正式开播，台标为CCTV+勺标“F”，由中国中央电视台西班牙语法语频道分频。
- 2011年1月1日，央视频道正式调整而更换频道标志，其中该频道标志将频道呼号的更名为。（即法语的法语单词）。
- 2014年4月11日，该频道正式在新址的演播室改版播出，画面比例改为16:9横向压缩4:3[1]，和西班牙语频道一同更换全新包装。2015年4月1日，频道台标横向压缩，使其适应16:9格式。
- 2016年12月31日中午12點，因應中国环球电视网开播，原「中国中央电视台法语频道」（CCTV-Français）置换為「中国环球电视网法语频道」（CGTN Français）。

## 节目
| 节目名称                | 节目类型 / 简介 / 备                                                                        |
| ----------------------- | ------------------------------------------------------------------------------------------- |
| 播放中节目              |                                                                                             |
| 综合新闻                | 前称CCTV Le Journal                                                                         |
| 非洲新聞聯播            |                                                                                             |
| 财经新闻                | 此前仅作为 Le Journal的一个板块播出，現為獨立節目                                           |
| 光華世界觀察            | 政論節目，每週二、四下午5點首播                                                             |
| 對話世界                | 清谈節目                                                                                    |
| 巴黎会客厅              | 清谈节目                                                                                    |
| 时事青年说              | 清谈节目                                                                                    |
| 五洲瞭望                |                                                                                             |
| 中國全視角              |                                                                                             |
| 開講啦                  | 同名中文节目的法语配音版                                                                    |
| 魅力東方                | 紀錄片                                                                                      |
| 学功夫                  | 中文又名《功夫》                                                                            |
| 汉语零起点 空中孔子课堂 | 于网页节目表出现的中文又名《学汉语》（Le Chinois au pluriel）                                                    |
| 外国人看中国            |                                                                                             |
| 缤纷生活                |                                                                                             |
| 旅游指南                |                                                                                             |
| 新探索                  |                                                                                             |
| 文艺舞台                |                                                                                             |
| 电视剧                  | 于网页出现的法语又名为 以汉语原音广播播放中国电视剧为准并提供法文字幕，或者播放法语配音版本 |
| 曾播放节目              |                                                                                             |
| 新聞一小時              | 2021年12月31日停播                                                                          |
| 每日文化播報            | 2021年12月31日停播                                                                          |
| 中国新闻                |                                                                                             |
| 亚洲新闻                |                                                                                             |
| 体育新闻                |                                                                                             |
| 文化新闻                |                                                                                             |
| 前进中的中国            |                                                                                             |
| 旅游汉语                | 于网页节目表出现的中文又名《学汉语》(Le Chinois au pluriel)                                                      |
| 交际汉语                | 于网页节目表出现的中文又名《学汉语》(Le Chinois au pluriel)                                                      |

## 主播和主持人
以下所有主播和主持人均以法语为准：

### 新聞主播
- 乔东卓
- 赵志瑾
- 朱婧天

### 觀點節目主播
- 隋想 （「光華世界觀察」，兼任新聞主播）
- （「對話世界」）
- （「對話世界」）
- （「巴黎會客室」）
- 張善輝（「光華世界觀察」，兼任新聞主播）

### 引用
1. ↑  . 央视网.   [2014-04-11]. （原始内容存档于2014-12-28）.

### 网页
- 中央电视西语、法语国际频道将于十月一日开播（页面存档备份，存于） 央视网，2007年9月27日